# Primeira ofensiva sobre o Golfo de Sidra
Primeira ofensiva sobre o Golfo de Sidra foi a segunda maior ofensiva rebelde da Guerra Civil Líbia de 2011. Foi executada pelas forças rebeldes anti-Gaddafi imediatamente após a sua vitória na Batalha de Ajdabiya. A ofensiva foi feita para que as forças rebeldes chegassem rapidamente à cidade natal de Gaddafi, Sirte.
A operação foi inicialmente bem sucedida com os rebeldes tomando quase 300 quilômetros (190 milhas) da costa ao longo da Estrada Costeira  Líbia em apenas dois dias. No entanto, no terceiro dia do avanço rebelde, as tropas lealistas detiveram seu avanço e os rebeldes foram forçados a recuar para suas posições iniciais.

## A ofensiva

### Rebeldes capturam cidades petrolíferas e chegam ao oeste da Líbia
Depois que as forças lealistas foram derrotadas na batalha por Ajdabiya em 26 de março, os rebeldes imediatamente apertaram seu avanço e tomaram a cidade petrolífera de Brega sem combates.
No dia seguinte, 27 de março, as forças da oposição continuaram seu avanço capturando Ras Lanuf sem disparar um tiro. No final do dia, os rebeldes haviam entrado em Bin Jawad, a 150 quilômetros a leste de Sirte, mais uma vez sem oposição.
No geral, as forças pró-Gaddafi haviam recuado por mais de 300 quilômetros em apenas dois dias parando em posições defensivas preparadas em torno de Sirte.

### Escaramuças ao longo da estrada para Sirte
Em 28 de março, as forças rebeldes avançaram mais para o oeste em direção a Sirte e tomaram a cidade de Nofaliya. Depois de garantir Nofaliya, continuaram para o oeste até a aldeia de Harawa. Ali, tentaram negociar com os líderes tribais para que os moradores locais se juntassem a sua revolta. No entanto, os civis da aldeia atacaram os rebeldes com armas automáticas e a oposição foi forçada a retirar-se de Harawa. Ao mesmo tempo, uma longa coluna rebelde, vinda de Bin Jawad, foi emboscada várias vezes na estrada e os lealistas conseguiram flanquear os rebeldes e atacá-los pela retaguarda. Isso forçou as forças da oposição a se retirarem para Nofaliya, a 120 quilômetros de Sirte. Alguns, ainda, teriam que recuar para Bin Jawad.

### Contra-ofensiva pelas forças pró-Gaddafi
Em 29 de março, as forças pró-Gaddafi intensificaram os ataques contra os rebeldes líbios, forçando-os a recuar de Nofaliya para Bin Jawad, cerca de 30 quilômetros a leste. Mais tarde, um intenso combate sobre Bin Jawad seria relatado, incluindo duelos de artilharia, antes que os rebeldes fugissem em centenas de veículos, abandonando a cidade, em direção a Ras Lanuf. Os comandantes militares da oposição sugeriram que a falta de disciplina e as linhas de abastecimento distendidas foram parcialmente responsáveis pelo recuo. Mais tarde, durante o dia, as forças pró-Gaddafi avançaram para 20 quilômetros (12 milhas) de Ra's Lanuf e começaram a bombardear a cidade com artilharia e morteiros.
Em 30 de março, forças lealistas recapturaram a refinaria de petróleo da cidade de Ra's Lanuf forçando os rebeldes a recuarem mais para o leste. A coalizão, em seguida, começou a lançar ataques aéreos contra as forças gaddafistas em torno Ras Lanuf e na estrada para Uqayla. Repórteres no terreno culparam uma tempestade de areia e a baixa visibilidade do ar pela falta de ataques aéreos no dia anterior. Mais tarde, durante o dia, os rebeldes estavam se retirando de Brega para Ajdabiya. À noite, a BBC News informou que Brega estava sob controle das forças pró-Gaddafi e estes estavam se aproximando de Ajdabiya. Um correspondente da CNN em Ajdabiya informou que os rebeldes estavam "agrupando-se em frente a Ajdabiya para uma contra-ofensiva". Durante a noite, a Coalizão tentou um ataque aéreo contra as forças lealistas. No entanto, atingiram um caminhão de munição que ficava perto de algumas casas civis, o que resultou na morte de sete civis e 25 pessoas feridas.

## Resultado
Na manhã de 31 de março, os rebeldes contra-atacaram as forças pró-Gaddafi em Brega em uma tentativa de deter seu avanço, que reverteu quase todos os ganhos rebeldes anteriores. Contudo essa ofensiva rebelde também seria interrompida pelas forças gaddafistas, mais bem treinadas e equipadas, e um impasse logo se desenvolveria na estrada entre Brega e Ajdabiya.